# Mu Serpentis
Désignations
Mu Serpentis (μ Ser, μ Serpentis) est une étoile binaire de la constellation du Serpent, localisée dans sa tête (Serpens Caput). Sa magnitude apparente est de +3,54 et elle est distante d'environ 156 années-lumière de la Terre.
Mu Serpentis est un système binaire astrométrique, dont les paramètres orbitaux ont été grossièrement déterminés à partir d'observations interférométriques. Les deux étoiles complètent une orbite l'une autour de l'autre avec une période d'environ 36 ans et avec une excentricité autour de 0,4. Sa composante primaire, désignée Mu Serpentis A,est une étoile blanche de la séquence principale de type spectral A0 V. La nature de la composante secondaire Mu Serpentis B est moins certaine. Elle pourrait être une autre étoile de classe A ou une étoile de type F d'une classe de luminosité restant à déterminer.
En astronomie chinoise, Mu Serpentis est appelée 天乳 (Pinyin : Tiānrǔ), qui signifie Lait céleste, parce que cette étoile est la plus remarquable de l'astérisme Lait céleste, situé dans la loge lunaire Di (voir : astérisme chinois).